# Bitonto
Bitonto er en italiensk by (og kommune) i regionen Apulien i Italien, med omkring 53.168(2023) indbyggere. 